# 舍勒 (伊利諾伊州)
舍勒（英語：Scheller）是位於美國伊利諾伊州傑佛遜縣的一個非建制地區。該地的面積和人口皆未知。

## 地理
舍勒的座標為38°11′11″N 89°05′42″W / 38.18639°N 89.09500°W，而該地的平均海拔高度為155米（即509英尺）。